# فالي دي كامبرا
فالي دي كامبرا هي مدينة من مدن البرتغال. يبلغ عدد سكانها 22,864 نسمة وذلك حسب إحصائيات سنة 2011. تبلغ مساحتها 147.33 كم².

## أعلام
- روي فيليبي كايتانو
- جواو باولو سواريس ألميدا
- برونو رافاييل مارتينز أموريم
- جواو باولو موريرا سانتوس

## وصلات خارجية
- الموقع الرسمي